# Bisdom Vilkaviškis
Het bisdom Vilkaviškis (Latijn: Dioecesis Vilkaviskensis, Litouws: Vilkaviškio vyskupija) is een in Litouwen gelegen rooms-katholiek bisdom met zetel in de stad Vilkaviškis.
Het bisdom behoort tot de kerkprovincie Kaunas en is, samen met de bisdommen Šiauliai en Telšiai, suffragaan aan het aartsbisdom Kaunas. Het bisdom werd opgericht op 4 april 1926 uit het Poolse bisdom Łomża.

## Bisschoppen van Vilkaviškis
- 1926–1940: Mečislovas Reinys (coadjutor)
- 1926–1947: Antanas Karosas
- 1940–1944: Vincentas Padolskis (coadjutor)
- 1947–1949: Vincentas Vizgirda, apostolisch administrator
  - 1949–1989: onder beheer van het aartsbisdom Kaunas
- 1989–2002: Juozas Žemaitis, M.I.C.
- 2002– : Rimantas Norvila

## Galerij

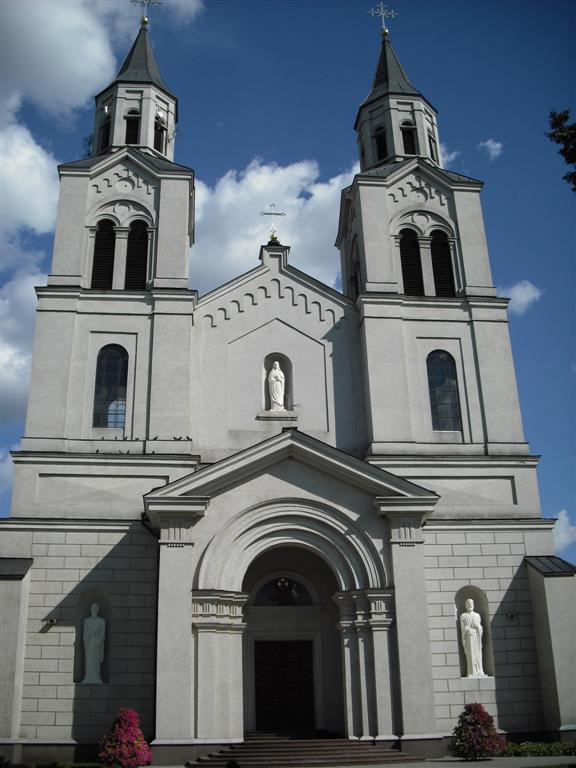
Kathedraal van Vilkaviškis